# اوگراف سمنوویچ سوروکین
اوگراف سمنوویچ سوروکین (به روسی: Евгра́ф Семёнович Соро́кин)، (زادهٔ ۱۸ دسامبر ۱۸۲۱ نکراسوفسکوئیه، مرگ ۱۷ فوریهٔ ۱۸۹۲ مسکو)، یک هنرمند و معلم روسی بود که به خاطر نقاشیهای خودش در ژانر تاریخی و مذهبی معروف بود.

## نگارخانه

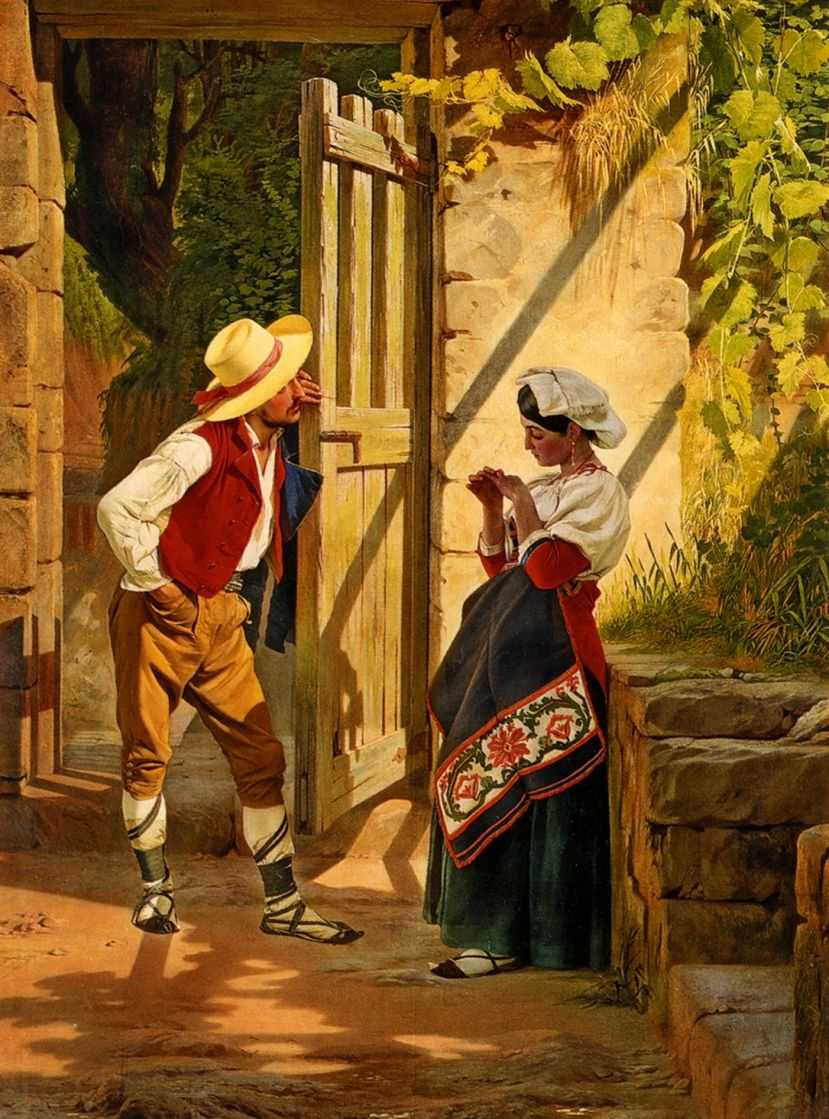
Rendezvous (1858)
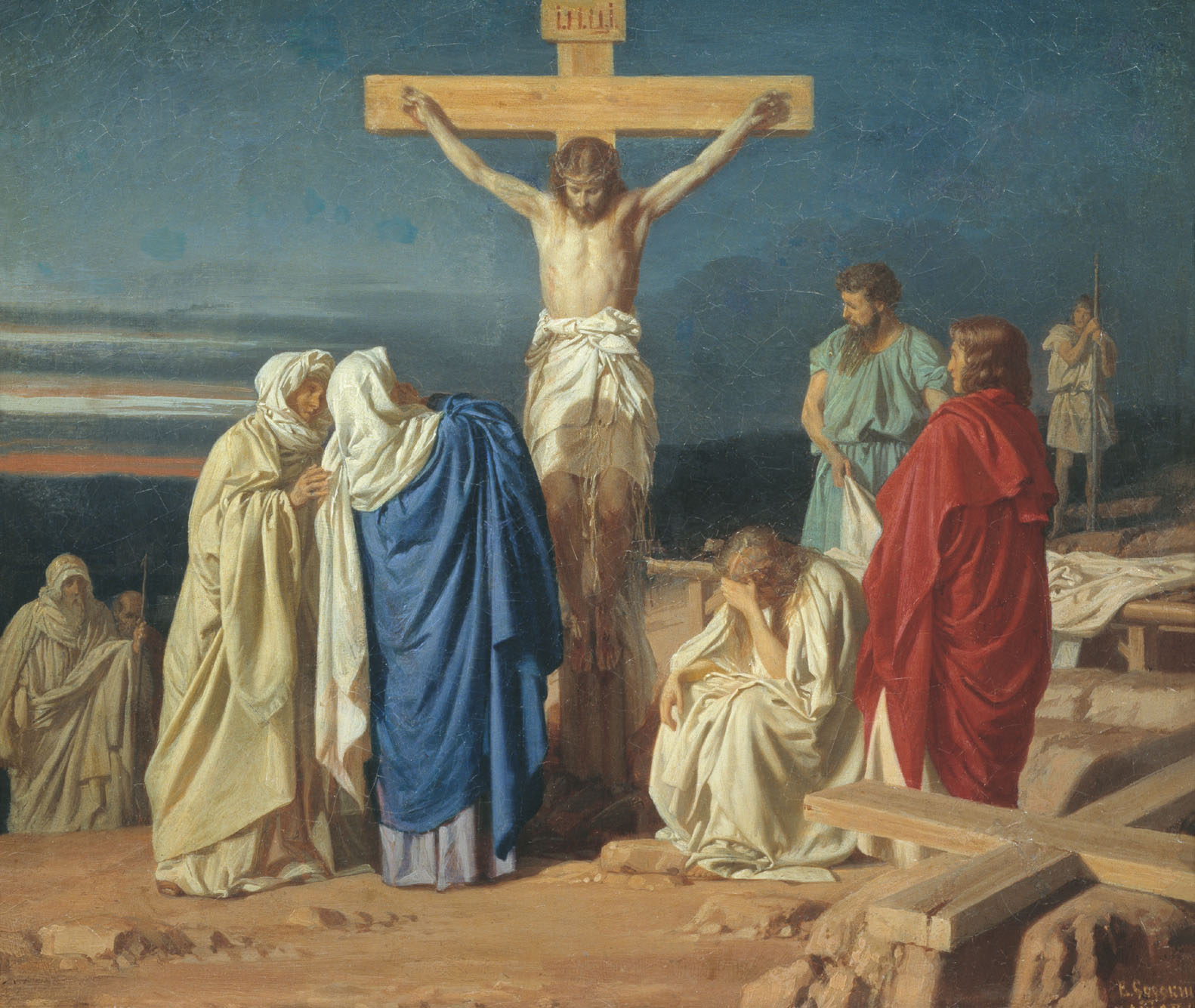
The Crucifixion (1873)
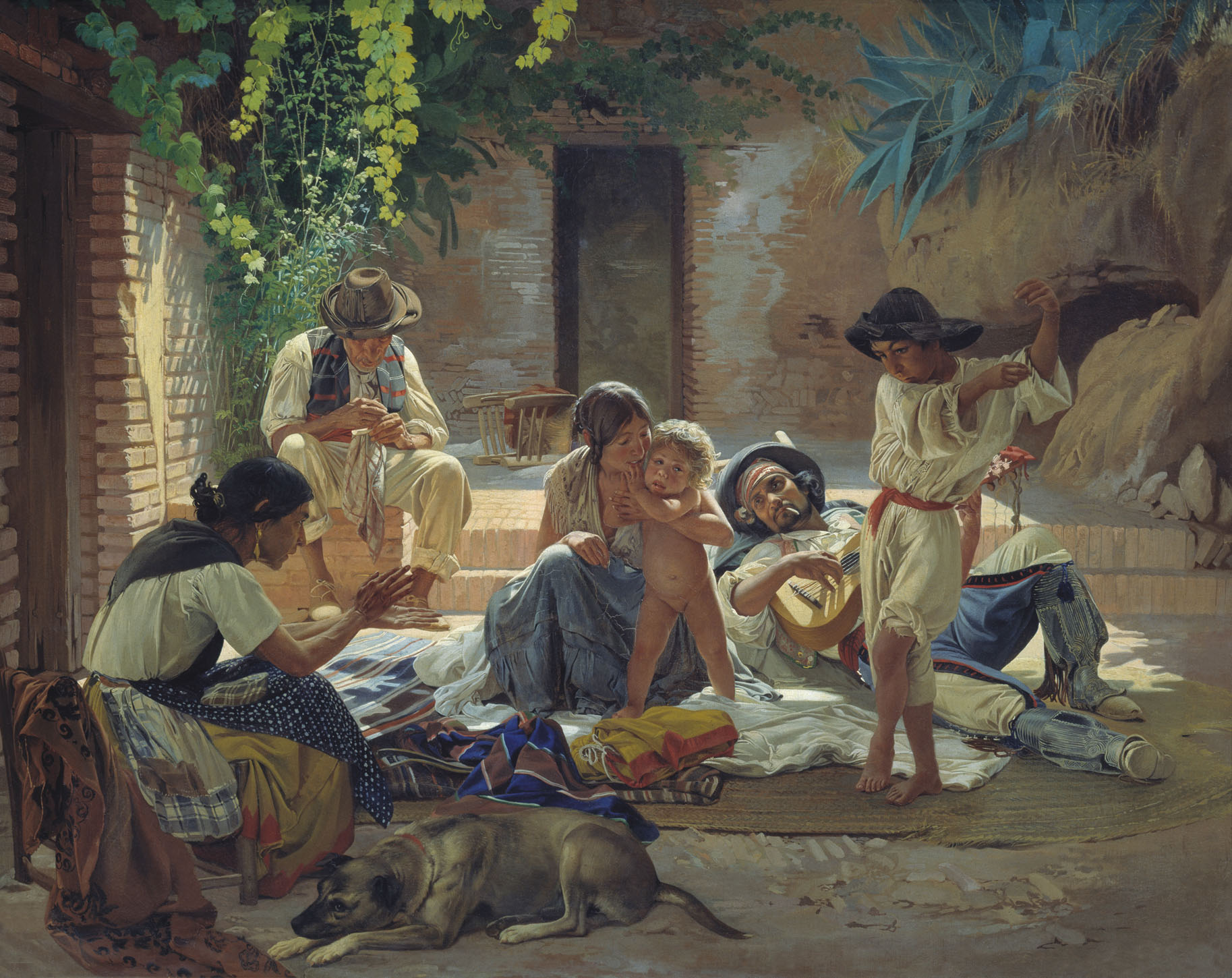
Spanish Gypsies (1853)
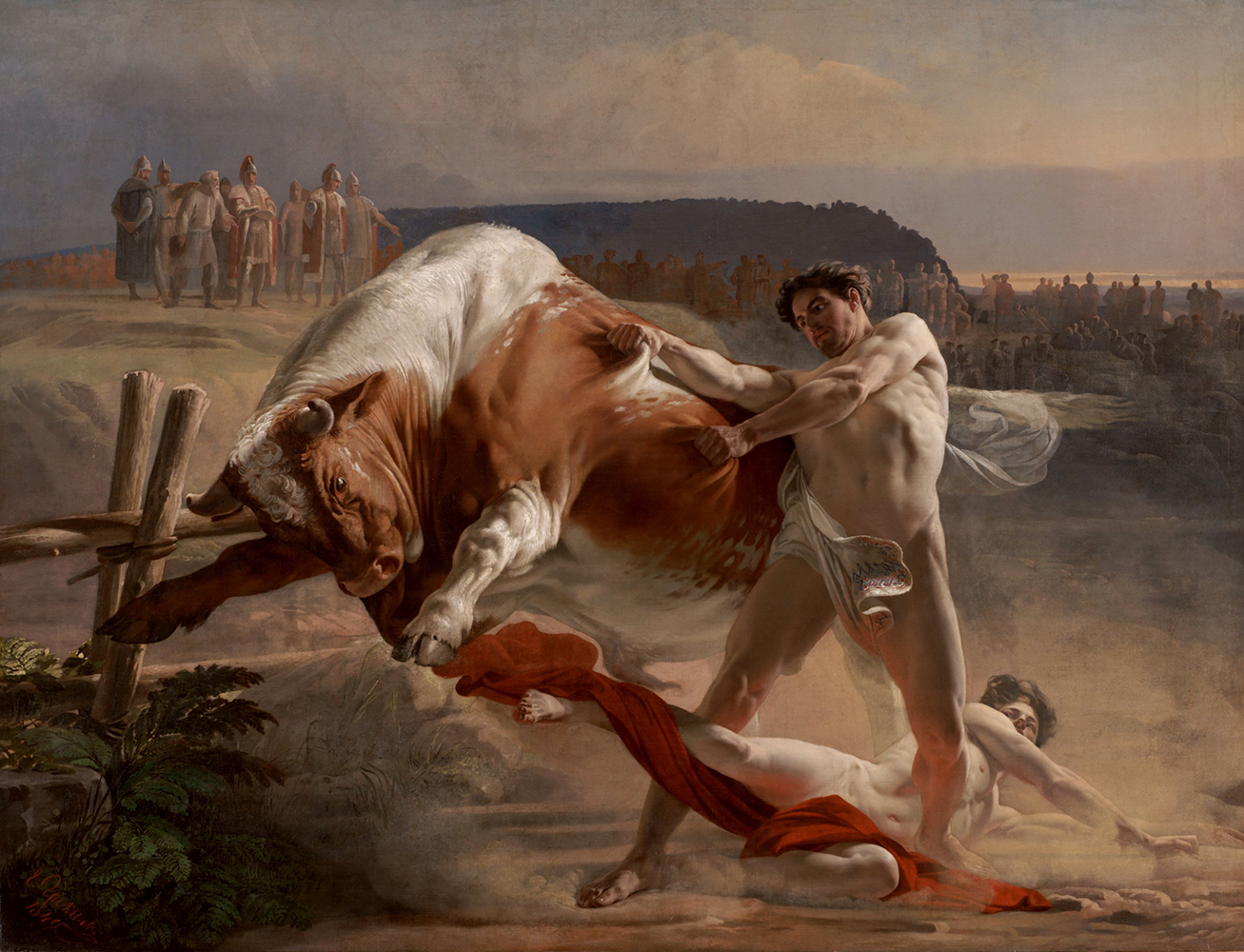
Folk-hero Ian Usmovets Stopping an Angry Bull (1849)
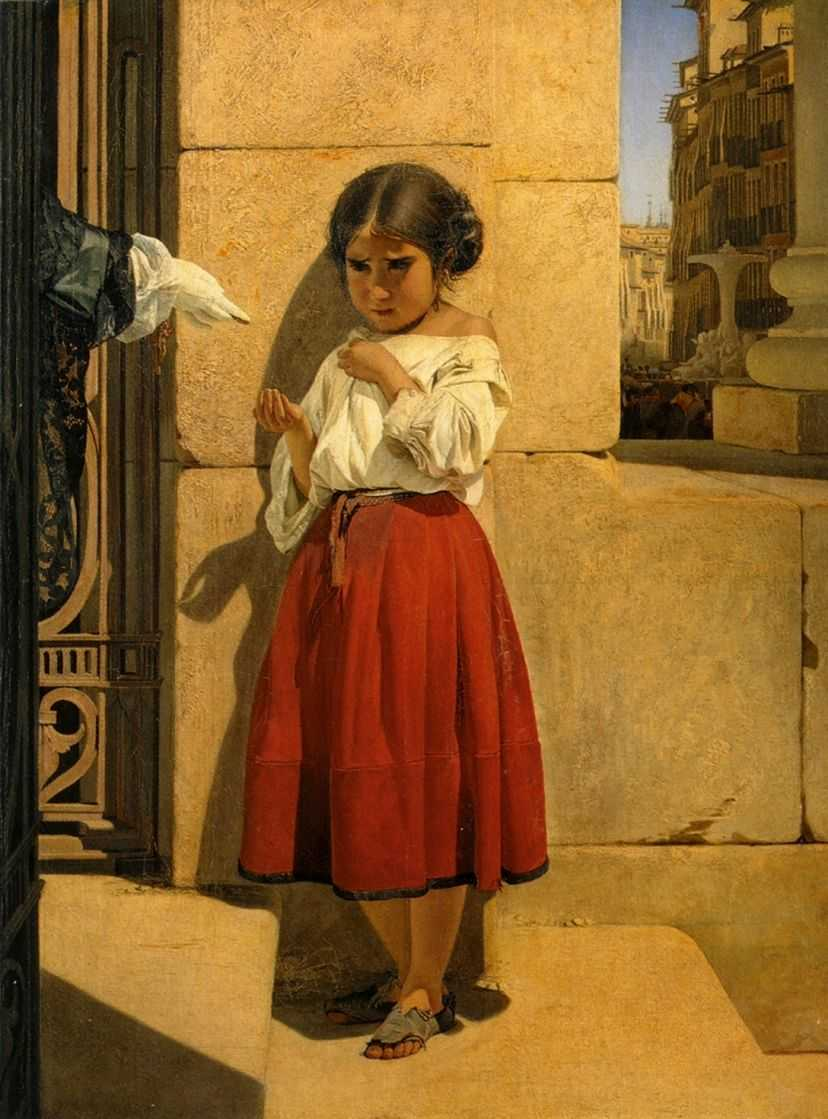
Spanish Beggar Girl (1852)